# Tažení Sulejmana I. roku 1529
Tažení Sulejmana I. roku 1529 bylo zahájeno Osmanskou říší s cílem dobýt rakouské hlavní město Vídeň a zasadit tak rozhodující úder, který by umožnil Osmanům upevnit svou kontrolu nad Uherskem. To bylo odpovědí na odvážný útok Ferdinanda I. na osmanské Uhersko.

## Pochod
Sulejmanův pochod na Vídeň byl také pokusem pomoci jeho vazalovi, Janu Zápolskému, který si nárokoval uherský trůn. Sulejman vyslal svou armádu 120 000 silných mužů na sever 10. května 1529. Jeho tažení bylo poznamenáno rychlými úspěchy – 8. září se Budín vzdal Osmanům a Jan Zápolský byl dosazen jako uherský král. Sulejman poté pokračoval dál a dobyl Ostřihom, Tatu, Komárom a Győr, čímž Ferdinand I. ztratil většinu územních zisků z předchozích dvou let. Dne 27. září Sulejman dorazil k Vídni.

## Následky
Příchod sultánovy obrovské armády do střední Evropy způsobil velkou paniku po celé Evropě – Martin Luther, který dříve věřil, že Osmané jsou Božím trestem za hříchy křesťanů, změnil svůj názor a v roce 1529 napsal knihu Vom Kriege wider die Türken (česky: O válce proti Turkům), v níž vyzýval k odhodlanému boji proti „Božímu trestu“. Když však Sulejman zahájil obléhání Vídně, ukázalo se, že to byla jeho první a nejzásadnější chyba.